# Кантор В'ячеслав Володимирович
Кантор В'ячеслав Володимирович  (нар. 8 вересня 1953) — політик, публіцист, радник Президента України з 16 травня 2005 р. по 17 січня 2006 р., активний меценат юдейських громад України.

## Біографія
Народився у вересні 1953 року в Москві. У 1976 році закінчив Московський авіаційний інститут імені С. Орджонікідзе за фахом «інженер-системотехнік». Після закінчення інституту займався науковою працею в МАІ ім. С. Орджонікідзе, науково-виробничому об'єднанні «Спектр».
З 1989 до 1993 року Кантор обіймав посаду генерального директора російсько-американського підприємства «Інтелмас» (інтелектуальні матеріали і системи). У 1993 році очолив Новгородське АТ «Акрон». Через рік до складу компанії було включено АТ «Дорогобуж» (Смоленська область). Обидва підприємства, основним продуктом яких є мінеральні добрива, зуміли успішно ввійти в ринок і твердо стати на ноги.

## Громадсько-політична діяльність
За опублікованою інформацією, Кантор не тільки брав участь у 2004 р. у переговорному процесі, але й сам зробив великий внесок в організацію Помаранчевої революції.
Кантор 16 травня 2005 р. отримав посаду радника Президента України на громадських засадах і очолив Інвестиційну раду при Міністерстві транспорту і зв'язку. Компанія «Акрон» уже відкрила українське представництво, яке, за даними митниці, операцій з переміщення вантажів не робило, зате уже встигло провести низку фінансових операцій, будучи, цілком ймовірно, центром управління фінансовими потоками Кантора в Україні. Крім того, за інформацією, опублікованою у ЗМІ, в управління структурам Кантора у 2005 р. передано Іллічівський порт.

17 березня 2005 року Кантор за результатами зустрічі з В. Ющенком зробив наступну заяву журналістам: 
І тому тут немає ніякого логічного стрибка, коли ми говоримо «Ми проти антисемітизму, ми проти будь-якого національного геноциду». Тому, коли ми говоримо про Голодомор, це насправді українська біль, українська трагедія, але ця трагедія, на наш погляд, виникає там, де є національне соціальне нездоров'я, яке до цього проявляється дуже часто в різких формах антисемітизму. Тому ми підкреслимо це, і я думаю, що ми будемо йти від загальних понять до приватних, від понять світових до понять національних. І дуже добре, що демократичний лідер України особливо підкреслює зв'язок загальних явищ з національними українськими.Оригінальний текст (рос.)
«И поэтому здесь нет никакого логического скачка, когда мы говорим "Мы против антисемитизма, мы против любого национального геноцида". Поэтому, когда мы говорим о Голодоморе, это на самом деле украинская боль, украинская трагедия, но эта трагедия, на наш взгляд, возникает там, где есть национальное социальное нездоровье, которое до этого проявляется очень часто в резких формах антисемитизма. Поэтому мы подчеркнем это, и я думаю, что мы будем идти от общих понятий к частным, от понятий мировых до понятий национальных. И очень хорошо, что демократический лидер Украины особо подчеркивает связь общих явлений с национальными украинскими».
17 січня 2006 р. Кантор був усунутий з посади радника.
На кошти Кантора 27 вересня 2006 року було проведено Другий «Всесвітній форум пам'яті Голокосту» в Києві в пам'ять про 65-у річницю трагедії Бабиного Яру. У роботі цього форуму взяли участь понад 60 офіційних делегацій.
У 2014—2015 рр. в окремих ЗМІ України було поширено інформацію про те, що Кантор нібито оголосив про фінансування добровольчого батальйону «Матилан» та виступив з осудом президента РФ. На вимогу представників Кантора, було оприлюднено офіційне спростування даних повідомлень

## Санкції
6 квітня 2022 року, після вторгнення Росії в Україну, Велика Британія ввела персональні санкції проти Кантора, як проти найбільшого власника акцій компанії «Акрон», яка має стратегічну важливість для російської влади. У червні 2022 року Кантор передав 45,1 % акцій «Акрона» у довірче управління трьом топ-менеджерам: голові ради директорів Олександру Попову (14,6 %), віце-президенту Дмитру Хабрату (16 %) та керівнику юруправління Павлу Вавілову — (14,5 %). Під контролем бізнесмена залишилося лише 40,9 %. Офіційних постів в «Акроні» Кантор не займає, але опитані «Комерсантом» експерти вважають, що він, як і раніше, керує компанією.
8 квітня 2022 року Європейський Союз запровадив санкції проти Кантора та його бізнесу.
У квітні 2022 ж італійська влада вирішила конфіскувати у бізнесмена 11 вілл. Процедура зайняла цілих чотири місяці — через складну схему володіння — і завершилася тільки до вересня. Усі вілли розташовані на Смарагдовому березі (Costa Smeralda) на півночі Сардинії. Одна з них раніше належала матері колишнього прем'єр-міністра Італії Сільвіо Берлусконі, інша — його молодшому братові Паоло.
З 13 квітня 2022 року знаходиться під санкціями Швейцарії.
19 жовтня 2022 року доданий до санкційного списку України.

## Особисте життя
В'ячеслав Кантор одружений з Анною Кантор, має чотирьох синів і доньку — Катерину.
Він має громадянство Ізраїлю та Великої Британії, живе в Лондоні.